# 台灣獨立運動年表
這是和台灣獨立運動有關的年表。

## 大肚王國
- 1638年：巴布拉族與巴布薩族、巴則海族、洪雅族、道卡斯族已建立「大肚王國」，為台灣史上第一個被記載的本土政權。[1][2]

## 台灣民主國
- 1895年5月25日：因反對日本統治台灣，部份留台官員與台灣士紳成立「台灣民主國」，150天後被日軍消滅。

## 日治時期
- 1928年4月15日：「台灣共產黨」成立，在「上海綱領」中提出主張打倒總督專制政治、台灣人民獨立、建立「台灣共和國」。
- 1932年3月：台灣民主黨成立，在「臺灣民主黨組織大綱」與「臺灣民主黨宣誓文」中提出民族自主精神、推翻異民族日本帝國主義者統治、團結臺灣四百萬漢民族、建設臺灣民族之民主國等主張[3][4]。
- 1945年8月15日：日本宣布無條件投降

## 台灣戰後時期

### 1945年-1950年
- 1945年8月16日：留台日軍與親日派商人辜振甫等人召開「草山會議」，欲促使台灣獨立，即八一五台獨案
- 1947年2月27日：發生國民政府私煙查緝員打傷女販又誤殺路人引起的「二二八事件」。
- 1947年9月：廖文毅於香港成立「台灣再解放聯盟」，主張將台灣交予聯合國托管。

### 1951年-1960年
- 1951年：廖文毅、吳振南等於日本成立「台灣民主獨立黨」，標舉台灣獨立旗幟。
- 1955年9月：「台灣共和國臨時國民議會」成立。
- 1956年：楊東傑等5人在費城成立「台灣人的自由台灣」(3F)[5]
- 1956年2月29日：「台灣共和國臨時政府」成立，廖文毅出任大統領。
- 1958年，「台灣人的自由台灣」改組為「台灣獨立聯盟」（UFI）[5]；盧主義發表〈中國死巷：台灣觀點〉（The China Impasse-A Formosan View）
- 1958年4月：海軍台灣獨立案爆發。中華民國海軍士官被指控與日本的廖文毅組織連絡。
- 1958年8月：黃埔軍校臺籍軍官案爆發。中華民國陸軍臺籍軍官被指受廖文毅影響，成立臺灣獨立組織「台灣獨立革命委員會」。
- 1959年4月15日：「台灣共和國臨時政府」東南亞巡迴大使陳智雄遭國民黨特務綁架回台。
- 1960年2月28日：王育德在東京成立「台灣青年社」。
- 1960年6月19日：「關子嶺會議」，主張台灣獨立以及推翻國民政府。

### 1961年-1970年
| \| 本條目屬於 臺灣系列 \| |
| 前往臺灣主題頁 |
| 臺灣概況 - 經濟 • 政治 • 法律 • 人權 • 能源 • 交通 行政區劃 • 城市 • 政府 • 政黨 • 選舉 • 總統 • 外交 軍事 • 族群 • 人口 • 公民 • 原住民族 • LGBT權益 臺海現狀 • 臺灣問題 |
| 臺灣文化 （總覽） - 文學 • 料理 • 茶藝 • 小吃 • 夜市 • 郵票 建築 • 語言 • 宗教 • 葬禮 • 古蹟 • 遺址 • 國寶 民俗文物 • 節日 • 教育 • 體育 • 媒體 • 眷村 文化活動 • 觀光 • 購物中心 • 百貨公司 世界遺產潛力點 • 歷史建築百景 • 流行文化                                                    |
| 臺灣藝術 （總覽） - 音樂 • 漫畫 • 動畫 • 電影 • 攝影 • 舞蹈 戲劇 • 臺劇 |
| 臺灣地理 （總覽） - 天文 • 氣候 • 地質 • 地震 • 斷層 • 火山 • 生態 濕地 • 山峰 • 山脈 • 湖泊 • 水庫 • 河流 • 溫泉 島嶼 • 海岸 • 特殊生物 • 保育生物 • 生態環境 自然保護區 • 國家公園 • 森林遊樂區 縣市級風景特定區 • 直轄市級風景特定區 國家級風景特定區                                 |
| 臺灣歷史 （詳細） - 史前時期(-1624)↓理蕃政策(1933) 原住民聯盟與政權↓奧蘭治城包圍戰(1662)↓澎湖海戰(1683)↓馬關條約(1895)↓日本投降(1945) 荷屬福爾摩沙/西屬艾爾摩莎 鄭氏政權清治時期 日治時期 戰後時期 │1624│1649│1674│1699│1724│1749│1774│1799│1824│1849│1874│1899│1924│1949│1974│1999│2024 |
| 閱 • 論 • 编 |
| 本條目屬於 臺灣系列 |

- 1962年，史明出版《台灣人四百年史》
- 1962年6月16日：宋景松、施明德等30餘名青年學生遭警備總部以叛亂罪逮捕，該案牽連學生約200餘人(「台灣獨立聯盟事件」)。
- 1964年，陳純真間諜事件
- 1964年9月20日：彭明敏、謝聰敏、魏廷朝因印製「台灣人民自救宣言」被捕。
- 1965年，「臺灣共和國臨時政府總統」廖文毅返臺投降
- 1965年9月：陳泉福、劉炳煌等人在經過長期籌備後，決定組成台灣大眾幸福黨，以非武裝方式推翻國民政府，實現台灣獨立。
- 1966年，北美「台灣獨立聯盟」主辦費城會議，統合美洲台獨團體為「全美台灣獨立聯盟」（UFAI）[5]
- 1967年4月：史明組織「台灣獨立聯合會」，次年解散，另創「獨立台灣會」。
- 1970年1月1日：日本、美國、歐洲、加拿大等世界各地的台獨團體合併為台灣獨立聯盟（WUFI），蔡同榮出任首任主席。
- 1970年2月：江炳興、鄭金河、陳良、詹天增、謝東榮、鄭正成的「泰源事件」。
- 1970年4月24日：黃文雄、鄭自財二人於美國紐約暗殺蔣經國失敗(「四二四刺蔣案」)。

### 1971年-1980年
- 1971年5月17日：日本籍台獨聯盟盟員小林正成來台散發台獨傳單。
- 1971年夏天：台獨聯盟於少棒賽中租飛機掛標語飛過球場。
- 1971年12月：史明「台灣人民社會主義同盟」成立。
- 1974年：世台會（WFTA）於奧地利維也納成立
- 1973年3月29日：台灣獨立建國聯盟盟員黃昭夫（亦有被記錄為「黃照夫」者）在法國巴黎巴士底廣場持刀割喉殺傷中國國民黨駐法總書記滕永康（滕傑子），被捕後入獄五年。[6][7]
- 1974年6月：獨立台灣會成員島內地下第十一組企圖槍擊蔣經國未遂，組長鄭評被判死刑。
- 1975年8月：獨立台灣會成員徐美以「叛亂罪」被判有期徒刑10年，禠奪公權4年，減處有期徒刑6年8月，禠奪公權2年。
- 1976年：張燦鍙妻張丁蘭領導台灣人權協會（FAHR）成立
- 1976年1月6日：台獨地下工作者破壞高雄變電所，使台灣南部一帶停電三小時。
- 1976年10月10日：王幸男郵包炸彈案，刺傷國民政府要員謝東閔。
- 1977年1月7日：「台灣共和國臨時政府」最後一任大統領林台元逝世，臨時政府結束。
- 1977年8月16日：「台灣基督長老教會」發表《人權宣言》，要求「使台灣成為一個新而獨立的國家」。
- 1979年：美麗島事件
- 1980年2月28日：「蔣家駐巴拉圭大使館」被炸事件[8]
- 1980年3月27日：施明德於「美麗島事件」軍法大審的辯論庭上，公然主張「中華民國模式的台灣獨立」，表示「台灣應該獨立，而且事實上已經獨立三十多年」。
- 1980年4月24日：北美洲臺灣人教授協會（NATPA）成立
- 1980年7月29日：高雄市長王玉雲內弟李江林於洛杉磯住宅被炸身亡[9]

### 1981年-1990年
- 1981年7月2日：陳文成事件。
- 1982年2月4日：臺灣人公共事務會（FAPA）成立
- 1983年1月8日：盧修一台獨案
- 1983年6月25日：台獨聯盟發表《台灣獨立聯盟革命建國綱領草案》
- 1984年9月：「台灣學生社」在美國成立。
- 1984年12月10日：台灣人權促進會（TAHR）成立，救援黑名單與政治犯
- 1985年1月1日：由洪哲勝、許信良等人與台灣留學生組織的「台灣革命黨」於美國成立。
- 1986年9月28日：「民主進步黨」成立，並在基本綱領開宗明義論述：「建立主權獨立自主的台灣共和國」，而此基本綱領上的論述常被稱為「台獨黨綱」。
- 1987年3月：「台灣革命黨」解散，許信良等人在海外發起遷黨回台。
- 1987年4月16日：《自由時代週刊》總編輯鄭南榕在台北金華國中演講時用臺語宣示「我叫做鄭南榕，我主張臺灣獨立」
- 1987年8月30日：「台灣政治受難者聯誼總會」演講台許曹德、蔡有全主張台灣獨立，引起「蔡有全、許曹德台獨案」。
- 1987年11月9日：聲援蔡許台獨案，民進黨提出〈台灣言論自由決議文〉[10]
- 1988年2月27日：台獨聯盟總本部主席許世楷在「二二八」41周年演講會中提出「島內獨立運動公開化、海外返鄉普遍化」。
- 1988年4月17日：民進黨通過〈四一七決議文〉[11]，即「四個如果」
- 1988年12月10日：鄭南榕在《自由時代週刊》刊載許世楷所提出的「台灣共和國憲法草案」，遭國民黨當局起訴。
- 1989年4月7日：國民黨當局到雜誌社拘提鄭南榕時，鄭南榕自焚。
- 1989年5月19日：台灣獨立運動參與者詹益樺在參加鄭南榕喪禮時自焚，履行自己「台灣獨立」的政治理念。

### 1991年-2000年
- 1990年10月7日，民進黨通過〈一零零七決議文〉
- 1991年5月：郭倍宏、陳婉真等人宣告成立「台灣建國基金會」。
- 1991年5月9日：獨台會案
- 1991年7月：台獨聯盟成立「人民制憲會議籌備會」，提出「台灣憲法草案」。
- 1991年10月20日：台獨聯盟台灣本部第一次盟員大會。
- 1992年5月15日：刑法一百條修改，獨派人士李應元、黃華、陳婉真等人被釋放出獄。
- 1992年8月23日：「外省人台灣獨立促進會」成立。
- 1993年4月19日：台獨聯盟成立「台灣國民制憲運動委員會」，主張「宣揚憲政理念，建立國民意識，推動公民投票，完成制憲建國」。
- 1994年6月25日：台獨聯盟通過「台灣共和國憲法草案」，選出新國旗、新國歌。
- 1995年7月22日：因應中共對台軍演恫嚇，林山田等人倡議在台北市政府前創辦建國廣場，以發揚臺灣建國意識。
- 1996年10月6日：「建國黨」成立，由林山田、鄭欽仁、李永熾、李勝雄等籌備，推李鎮源為創黨主席。
- 1997年6月26日：展開「台灣共和國申請加入聯合國」靜坐行動。
- 1999年7月9日：總統李登輝接受德國之聲錄影專訪時提出台灣與中國是「特殊國與國關係」，此即《兩國論》。
- 2000年3月18日：台灣政黨輪替，傾向支持台灣獨立的民進黨陳水扁當選總統。

### 2001年至今
- 2001年8月12日：「台灣團結聯盟」正式成立，是全台灣第一個以台灣為名的政黨，並以「穩定政局、振興經濟、鞏固民主、壯大台灣」四項原則作為創黨的宗旨，致力於推動台灣主體意識、民主自由、社會公義和廉能政府，並尊前總統李登輝為精神領袖，黃主文為首任黨主席。
- 2002年5月11日：「台灣正名運動聯盟」舉行台灣正名大遊行，由前總統李登輝出任總召集人，開始台灣正名運動。
- 2002年8月2日：總統陳水扁在世界台灣同鄉聯合會第29屆東京年會上提出「一邊一國」。
- 2002年11月17日：「台灣正名」1117南部大遊行。
- 2005年3月14日：中華人民共和國全國人民代表大會通過《反分裂國家法》，該法被認為是對台灣獨立的打壓。
- 2005年3月26日：台灣數萬人民聚集在臺北市，舉行三二六護台灣大遊行，抗議中華人民共和國通過《反分裂國家法》。
- 2005年5月29日：908台灣國運動舉行「台灣國運動成立大會」，
- 2006年2月27日：總統陳水扁正式宣佈「終止」「國家統一委員會」與「國家統一綱領」的適用。
- 2006年3月18日：舉行對中華人民共和國嗆聲、向國際發聲的「護民主、反併吞」大遊行。
- 2007年3月4日： 總統陳水扁宣佈「四要一沒有」（台灣要正名、要獨立、要新憲、要發展、沒有所謂左右的問題、只有統獨問題。）
- 2007年6月18日： 總統陳水扁在接見外賓時，明確宣佈在2008年總統大選時，將一併舉辦以台灣名義申請加入聯合國的公民投票。
- 2016年2月23日： 立法委員林昶佐質詢表明台獨。並希望中國方面將中華人民共和國改為中華北京，避免台灣被矮化。
- 2016年7月17日： 民進黨黨代會中提出廢除中華民國體制。

## 外部連結
- 台灣獨立建國聯盟：台灣獨立運動大事記
- 史明：二‧二八大革命後的反殖民地‧反蔣鬥爭[永久] (《台灣人四百年史》表176，請自行從附檔之6個壓縮檔查看原表)